# ジャグラー操一
ジャグラー操一（じゃぐらーそういち、1858年 - 1924年5月27日）は、明治期の奇術師。本名:安達初三郎。
1858年（安政5年）、大阪の造り酒屋の家に生まれた。1875年（明治8年）横浜で汽船業伊勢彦に就職していたころにジェームス・カーティス・ヘボンに理化学を習い、その頃にヘボンから奇術を教わった、1878年（明治11年）大阪帰阪後帰天斎正一の芸に刺激を受け天満の寄席に出演のちに西日本を巡業、1882年（明治15年）に長崎で縄抜けを演じて好評となり、1887年に（明治20年）上京、1888年（明治21年）、東京・芝公園の弥生神社で警察殉職者の慰霊祭典が行われた時に出演、臨席した皇后がご覧になる。同年、浅草の文楽座で公演、同時期に新富座で公演したノアトンと興行的に張り合う。1893年（明治25年）中国の天津、上海、1906年（明治39年）欧米に巡業。
得意とした演目は、縄抜け、スズメの首の切り継ぎ、何も入っていない帽子からマッチ箱や点火した提灯、ハトを取り出すなどであった。
晩年は薬代の支払いにも事欠き、盛岡の内丸座に出演中の1924年（大正13年）5月27日、縊死した。享年67。
実子は初代一陽斎正一、初代の子に二代・三代正一がいる。また初代正一の弟子に一陽斎都一はその後師匠筋のジャグラーを復活させジャグラー都一を襲名した。都一の弟子のジャグラー禎一、ジャグラー晴一は戦後も長らく活躍した。また吉本興業所属の一陽斎蝶一は三代目正一の弟子。